# Zutor
Zutor település Romániában, Szilágy megyében.

## Fekvése
Hidalmástól délre, Kendermál és Topaszentkirály közt, az Almás vizének jobb partján fekvő település.

## Története
Zutor nevét az oklevelek 1334-ben említették először Zuthur néven.
1435-ben Zutor, Zwthor, 1452-ben Zwdor, 1461-ben Zwthor néven írták.
1504-ben Oláh György, Varga Máté, Varjú Vince, Csáki Péter, Kiss Péter birtoka volt.
1525-ben Darahi Kristófné, Kémeri Zsófia aki korábban Siroki Mátyás özvegye volt és fiainak Zutori Siraki Ferenc, György, Antal, Gergely és Albert Bábony, Kökénypatak és Dezsőfalva birtokban levő részeiket 400 forintért eladták Somi Gáspárnak.
1909-ben 280 lakosa volt, ebből 247 román, a többi magyar és zsidó.
Zutor a trianoni békeszerződés előtt Kolozs vármegye Hídalmási járásához tartozott.